# Victor von Tunnuna

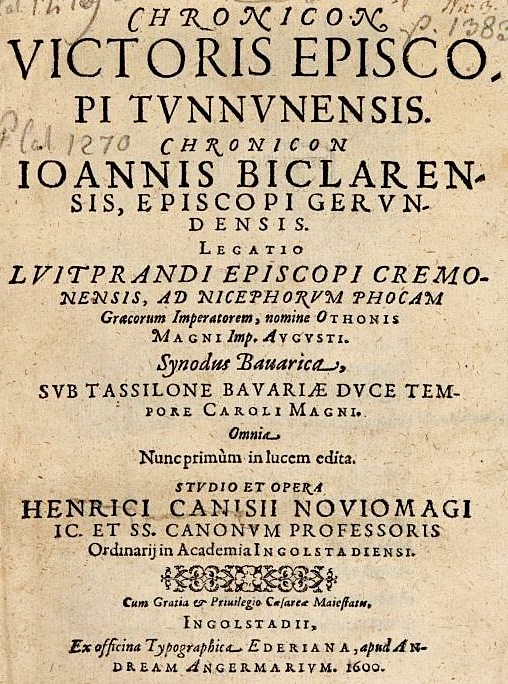
Titelblatt des Erstdrucks der Chronik des Bischofs Victor von Tunnuna, durch Heinrich Canisius, 1600

Victor von Tunnuna (Victor Tunnunensis; † ca. 570) war ein spätantiker Bischof und Chronist.

## Leben und Wirken
Über Victors Leben ist nur sehr wenig bekannt. Er fungierte (spätestens seit 554) als Bischof von Tunnuna in der seit 533/34 wieder (ost-)römischen Provinz Africa, doch ist die genaue Lokalisation der Stadt umstritten. 555 wurde er von Kaiser Justinian nach Alexandria zitiert und dort schließlich inhaftiert. Der Grund lag in Victors Ablehnung von Justinians Position im sogenannten Dreikapitelstreit, in dessen Zusammenhang die Schriften der Autoren Ibas von Edessa, Theodoret von Kyrrhos und Theodor von Mopsuestia verurteilt wurden. 564/65 wurde er nach Konstantinopel gebracht und, als er weiterhin auf seiner Position bestand, in ein Kloster gesperrt, wo er wohl einige Jahre darauf verstarb.
Victor verfasste in seiner Exilszeit eine lateinische Chronik, die die Zeit von 444 bis 567 behandelt. Wahrscheinlich war dem Text eine Überarbeitung der Chronik des Prosper Tiro von Aquitanien vorangestellt, doch ist dieser Teil verloren gegangen. Im Mittelpunkt stehen die Ereignisse in Nordafrika und die Kirchengeschichte, während die Profangeschichte weitgehend (aber keineswegs vollständig) ausgespart wird. Justinian wird dabei eher negativ dargestellt; so schreibt Victor unter anderem, Justinians Onkel und Vorgänger Justin I. habe seinen Neffen 525 nur widerwillig (invitus) und auf Drängen anderer zum Caesar erhoben (Chron. ad ann. 525). Zugleich ist er der einzige Zeitgenosse, der Justinians Erhebung überhaupt erwähnt. Als eine Hauptquelle dienten ihm west- und oströmische Fasti. Die Chronik wurde von Johannes von Biclaro bis 590 fortgesetzt.
Der manchmal Victor zugeschriebene Traktat de paenitentia („Über die Buße“) stammt sehr wahrscheinlich von Victor von Cartenna. Die Chronik erschien 1600 in Ingolstadt durch Heinrich Canisius († 1610), Neffe des Hl. Petrus Canisius, erstmals im Druck.

## Ausgaben und Übersetzungen
- Victoris Tonnennensis Episcopi Chronica. In: Theodor Mommsen (Hrsg.): Auctores antiquissimi 11: Chronica minora saec. IV. V. VI. VII. (II). Berlin 1894 (Monumenta Germaniae Historica, Digitalisat)
- Antonio Placanica: Vittore da Tunnuna. Florenz 1997 (mit italienischer Übersetzung).
- Victoris Tunnunensis Chronicon cum reliquiis ex Consularibus Caesaraugustanis et Iohannis Biclarensis Chronicon. Edidit Carmen Cardelle de Hartmann. Commentaria historica ad Consularia Caesaraugustana et ad Iohannis Biclarensis Chronicon edidit Roger Collins, CCSL 174 a, Turnhout 2001.
- Arians and Vandals of the 4th–6th Centuries: Annotated translations of the historical works by Bishops Victor of Vita (Historia Persecutionis Africanae Provinciae) and Victor of Tonnena (Chronicon) and of the religious works by Bishop Victor of Cartenna (De Paenitentia) and Saints Ambrose (De Fide Orthodoxa contra Arianos), and Athanasius (Expositio Fidei). Hrsg. von John R. C. Martin. Cambridge 2008.
- The Church Histories of Theodore Lector and John Diakrinomenos. Hrsg. u. übers. v. Rafał Kosiński, Kamilla Twardowska u. Adrian Szopa, Lang, Frankfurt a. M. 2021, S. 180–227 (Text und englische Übersetzung).